# Kenner Gutiérrez
Kenner Gutiérrez (Alajuela, 9 de junho de 1989), é um futebolista costarriquenho que atua como zagueiro. Atualmente, joga pelo Alajuelense.